# Suore di Santa Clotilde
Le Suore di Santa Clotilde (in francese Congrégation des Sœurs de Sainte-Clotilde) sono un istituto religioso femminile di diritto pontificio.

## Storia

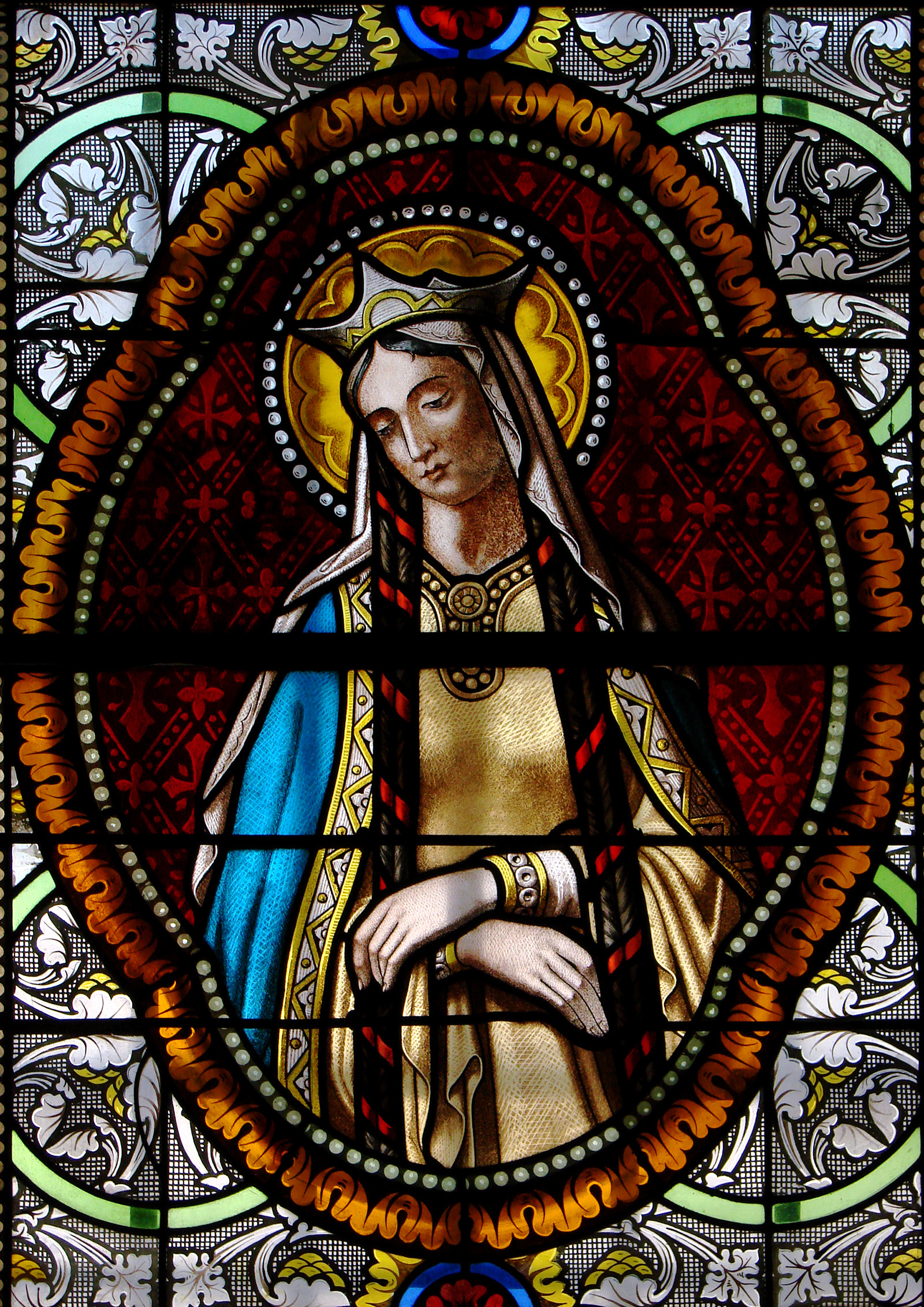
Santa Clotilde, titolare della congregazione

La congregazione, sorta per l'istruzione della gioventù femminile, venne fondata a Parigi il 16 agosto 1821 da Antoinette-Sophie Desfontaines con l'aiuto del padre Jean-Baptiste Rauzan, già fondatore dei preti della Misericordia.
La spiritualità dell'istituto era ispirata da quella della Compagnia di Gesù e della scuola francese: oltre ai tre voti comuni a tutti i religiosi, le suore di Santa Clotilde emettevano le promesse di darsi all'educazione senza riserve e di darsi al servizio della Vergine.
La loro scuola a Parigi fu a lungo l'unica della congregazione; una filiale in Svizzera venne aperta solo nel 1880 e, dopo la promulgazione delle leggi anticongregazioniste francesi, fondarono case in Inghilterra, Italia (Sanremo) e Belgio.
Nel 1959 aprirono scuole anche in Mali e, nel 1965, in Camerun.
A causa del numero ridotto di membri, il 26 settembre 2021 la congregazione si è fusa con l'Istituto delle suore di San Giuseppe.

## Attività e diffusione
Le suore di Santa Clotilde si dedicano essenzialmente all'istruzione e all'educazione cristiana della gioventù.
Sono presenti in Francia e Svizzera; la sede generalizia è a Parigi.
Alla fine del 2008 la congregazione contava 45 religiose in 7 case.